# Janus Guðlaugsson
Janus Friðrik Guðlaugsson (* 7. Oktober 1955) ist ein ehemaliger isländischer Fußballspieler, der später als Trainer tätig war. Der Abwehrspieler war zeitweise in Deutschland beim SC Fortuna Köln aktiv und machte im Februar 1985 wegen einer Hundeattacke auf ihn im Rahmen eines Auswärtsspiels bei KSV Hessen Kassel bundesweit Schlagzeilen.

## Sportlicher Werdegang
Janus begann seine Karriere bei FH Hafnarfjörður, mit dem er ab Mitte der 1970er Jahre in der 1. deild spielte. Ende 1978 stieg er mit dem Klub in die Zweitklassigkeit ab, im folgenden Sommer folgte der Wechsel nach Deutschland. Ab August lief er für Fortuna Köln in der 2. Bundesliga Nord auf. Unter Trainer Rudi Faßnacht war er zunächst nur Ergänzungsspieler, erst im November feierte er beim 7:0-Auswärtserfolg bei VfL Osnabrück sein Startelfdebüt und kam im Saisonverlauf auch unter Präsident Jean Löring, der nach der Demission Faßnachts das Traineramt zusätzlich übernahm, nicht dauerhaft zum Einsatz. In der Spielzeit 1980/81 hatte Janus sich endgültig akklimatisiert und bestritt 39 der 42 Saisonspiele, einzig nach einer Gelbsperre war er kurzzeitig nicht berücksichtigt worden. Dabei setzte Trainer Martin Luppen ihn häufiger im Mittelfeld ein, der Isländer dankte es mit 13 Saisontoren – gegen die niedersächsischen Klubs 1. SC Göttingen 05 und Eintracht Braunschweig traf er dabei sogar doppelt. Damit war er entscheidend an der Qualifikation des Klubs für die eingleisige 2. Bundesliga beteiligt.
Zu Beginn der Spielzeit 1981/82 hatte Janus seinen Stammplatz behauptet, rutschte jedoch im Saisonverlauf zeitweise ins zweite Glied. Daraufhin kehrte er auf Leihbasis zeitweise zu FH Hafnarfjörður zurück. Ab Sommer 1983 lief er wieder für die Fortuna auf, wo Horst Heese zunächst auf ihn setzte. Abermals verpasste er es jedoch in der Folge, sich dauerhaft als Stammspieler zu etablieren. Beim Auswärtsspiel am 2. Februar 1985 in Kassel wurde Janus während des Aufwärmens beim Holen eines Balls vom Hund eines Ordners derart in den Oberschenkel gebissen, dass er nicht mehr spielfähig war und zeitweise ausfiel. In der Folge legte die Kölner Fortuna Protest gegen die Wertung des Spiels ein und plädierte für eine Neuansetzung, dies wurde Mitte März vom Sportgericht des DFB verworfen.
Im Sommer 1985 kehrte Janus erneut zu FH Hafnarfjörður zurück, der Klub war Anfang des Jahres in die Erstklassigkeit zurückgekehrt. Bereits zum Jahreswechsel zog er innerhalb der Meisterschaft zu Fram Reykjavík weiter, mit dem Klub gewann er 1986 die isländische Meisterschaft. Ab 1988 ließ er seine Karriere beim zwischenzeitlich wieder abgestiegenen FH Hafnarfjörður ausklingen. Dort war er später auch als Trainer in der höchsten Spielklasse ebenso wie anschließend beim Ligakonkurrenten KR Reykjavík tätig. Später trainierte er noch unter anderem UMFÁ Álftanes.
Zwischen 1977 und 1985 bestritt Janus 34 Länderspiele für die isländische Nationalmannschaft, dabei erzielte der Defensivspieler zwei Tore. Zuvor war er bereits als Juniorennationalspieler unter anderem für die isländischen U-19-Junioren aufgelaufen.